# Тобиаш, Кацпер
Ка́цпер То́биаш (пол. Kacper Tobiasz; родился 4 ноября 2002, Плоцк) — польский футболист, вратарь клуба «Легия».

## Клубная карьера
Выступал за молодёжные команды «СЕМП Урсынов» и «Легия». 24 июля 2021 года дебютировал в основном составе «Легии» в матче высшей лиги чемпионата Польши против клуба «Висла (Плоцк)».
В феврале 2022 года отправился в аренду в клуб «Стомиль». В оставшейся части сезона 2021/22 провёл за команду 13 матчей.

## Карьера в сборной
Выступал за сборные Польши до 20 лет и до 21 года.